# Su Beng
Su Beng, de son vrai nom Shih Chao-hui (施朝暉), né le 9 novembre 1918 et mort le 20 septembre 2019, est un dissident et activiste politique taïwanais, surnommé le « Che Guevara de Taïwan ».
Durant la seconde guerre sino-japonaise et la guerre civile chinoise, il travaille sous couverture en Chine pour les communistes chinois. Il rentre à Taiwan en 1949 au moment où les nationalistes se replient en masse sur l'île et fonde un groupe terroriste pour assassiner Tchang Kaï-chek. Obligé de s'exiler pour éviter la prison, il vit au Japon de 1952 à 1993, où il dirige un restaurant de nouilles et rédige un ouvrage historique intitulé Histoire moderne des Taiwanais depuis 400 ans (en).

## Biographie

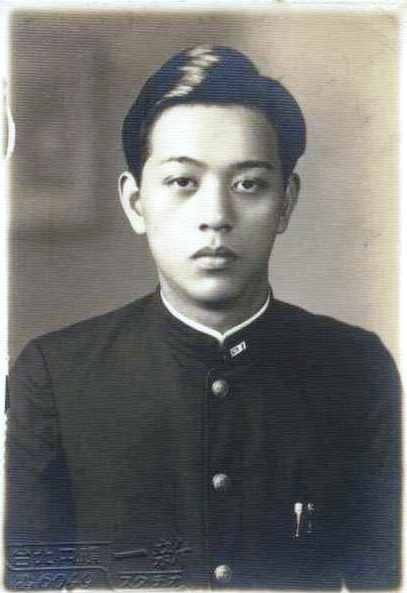
Su Beng à l'époque où il était étudiant à l'université Waseda.

Né à Taiwan à l'époque où l'île fait partie de l'empire du Japon, Su Beng étudie les sciences politiques et l'économie à l'université Waseda de Tokyo en 1942 durant la Seconde Guerre mondiale. Il abandonne ses études pour se rendre en Chine continentale où il travaille sous couverture avec les communistes chinois de 1942 à 1949. Pendant des années, il repousse la proposition de devenir membre du Parti communiste chinois. En 1949, il rentre à Taiwan à partir de Qingdao en même temps que les soldats nationalistes chinois du Kuomintang se replient sur l'île pour éviter une défaite totale sur le continent.
De retour chez lui depuis environ un an, il crée en 1950 le « corps armé indépendantiste de Taiwan », qui planifie l'assassinat du généralissime Tchang Kaï-chek. Lorsque la réserve d'armes de son groupe est découverte l'année suivante sur un terrain appartenant à sa grand-mère, Su Beng est contraint de se cacher.
Après plusieurs mois de cavale, il rejoint finalement le Japon en mai 1952 en embarquant dans un cargo transportant des bananes. Il passe quatre mois en détention pour son entrée illégale dans le pays, mais lorsque le Kuomintang le déclare disparu et qu'il est recherché pour son implication dans le complot d'assassinat de Tchang Kaï-chek, le gouvernement japonais lui accorde l'asile politique. Plus tard, en 1954, Su Beng ouvre un restaurant de nouilles à Ikebukuro. Il se sert de son établissement comme d'une base pour continuer son travail clandestin à Taiwan. C’est également là qu'il forme des militants indépendantistes et commence l'écriture de son ouvrage Histoire moderne des Taiwanais depuis 400 ans (en). La version japonaise est publiée pour la première fois en 1962, la version chinoise en 1980 et une version abrégée en anglais en 1986.

### Retour d'exil
En 1993, Su Beng revient vivre à Taipei. L’année suivante, en avril 1994, il inaugure un cortège routier pour l'indépendance de Taïwan. Le cortège effectue son parcours tous les samedis et dimanches après-midi dans le comté de Taipei, transmettant des messages appelant à l'indépendance de Taiwan et à la normalisation de l'île en tant que pays.
Qualifié de militant radical, de violent et de communiste, il est surnommé le « Che Guevara de Taïwan ». Il existe de nombreuses histoires sur les décisions controversées de Su Beng dans la vie, notamment le fait d'avoir subi une vasectomie à l’âge de vingt ans alors qu'il travaillait sous couvert en Chine pour les communistes.
Su Beng meurt à Taipei le 20 septembre 2019 à l'âge de 100 ans, d'une pneumonie,.

## Nom de plume
Il utilise pour la première fois « Su Beng » comme nom de plume pour Histoire moderne des Taiwanais depuis 400 ans (en) en 1962. En choisissant son nom de plume, il veut exprimer sa motivation pour écrire le livre. Su Beng pense qu'une fois que le peuple taïwanais prendrait conscience de son histoire unique, il serait capable de savoir qui il est, ce qu'il veut pour lui-même et sa nation. Les deux caractères qui composent son nom signifient respectivement « historique » et « clair ».

## Ouvrage
- (en) Beng Su, Taiwan's 400 Year History: The Origins and Continuing Development of the Taiwanese Society and People, Taiwanese Cultural Grassroots Association, 1986 (ISBN 9780939367009)